# Schwedische Fußballnationalmannschaft (U-15-Junioren)
Die schwedische U-15-Fußballnationalmannschaft ist eine schwedische Fußballjuniorennationalmannschaft. Sie vertritt das Königreich Schweden als Auswahlmannschaft in der U-15-Altersklasse. Spielberechtigt sind Spieler, die ihr 15. Lebensjahr noch nicht vollendet haben und die schwedische Staatsbürgerschaft besitzen, bei Einladungsturnieren kann hiervon gegebenenfalls abgewichen werden. 
Die U-15-Nationalmannschaft ist die Auswahlmannschaft des Svenska Fotbollförbundet mit dem niedrigsten Altersniveau. Da in dieser Altersklasse keine offiziellen Turniere seitens UEFA oder FIFA organisiert werden, steht die Sichtung von Nachwuchstalenten im Vordergrund. Daher werden zu mehrtägigen Lehrgängen regelmäßig über 50 Spieler eingeladen.